# Mister Scarface
Pour les articles homonymes, voir Scarface.
Pour plus de détails, voir Fiche technique et Distribution.
Mister Scarface (I padroni della città) est un poliziottesco réalisé par Fernando Di Leo, sorti en 1976, avec Jack Palance, Al Cliver, Harry Baer et Gisela Hahn dans les rôles principaux.

## Synopsis
Ric (Al Cliver) souhaite venger la mort de son père qui a été tué par Manzani « Scarface » (Jack Palance). Ce dernier dirige de nombreuses activités illégales au sein de la ville. Pour réussir sa vengeance, il s'associe avec Tony (Harry Baer), un malfrat travaillant pour un autre parrain de la ville, Luigi Cerchio (Edmund Purdom). Ensemble, ils tentent de déclencher une guerre entre les deux chefs maffieux.

## Fiche technique
- Titre : Mister Scarface[1],[2]
- Titre original : I padroni della città (litt. « Les maîtres de la ville »)
- Réalisation : Fernando Di Leo
- Assistant réalisateur : Angelo Vicari
- Scénario : Fernando Di Leo et Peter Berling
- Photographie : Erico Menczer
- Montage : Amedeo Giomini
- Musique : Luis Bacalov
- Décors : Francesco Cuppini
- Producteur : Armando Novelli
- Société(s) de production : Cineproduzioni Daunia 70, Divina Film et Seven Star Film
- Société(s) de distribution : Overseas Film Company (Italie) PRO International Pictures
- Pays de production :  Italie,  Allemagne de l'Ouest
- Genre : Comédie, thriller, film de gangsters et poliziottesco
- Durée : 98 minutes
- Date de sortie : 
  - Italie : 3 décembre 1976

## Distribution
- Jack Palance : Manzari « Scarface » (lo sfregiato en VO)
- Al Cliver : Ric
- Harry Baer : Tony
- Gisela Hahn : Clara, la chanteuse de la boîte de nuit
- Enzo Pulcrano (it) : Peppe
- Carmelo Reale : un homme de Manzari
- Bruno Di Luia (it) : un homme de Manzari
- Edmund Purdom : Luigi Cerchio
- Vittorio Caprioli : Vincenzo Napoli
- Rosario Borelli (it)
- Pietro Ceccarelli (it)
- Salvatore Billa (it)
- Peter Berling
- Raoul Lo Vecchio
- Giulio Baraghini
- Enrico Palombini
- Spartaco Battisti
- Fernando Cerulli (it)
- Luciano Bottin
- Michele Branca
- Agsotino Crisafulli
- Gilberto Galimberti (de)
- Giovanni Pazzafini (it)
- Marco Stefanelli (it)
- Sandro La Barbera
- Franco Beltramme
- Ettore Geri